# Муйтен-бий
Муйтен-бий (баш. Мөйтән бей, میتن بی) — предводитель башкирского племени усерган, легендарный правитель башкир. Также считается родоначальником всех башкир племени Усерган.

## Биография
В сочинении «История Усергана» (баш. «Үҫәргән тәуарихы») отцом Муйтена был указан Туксаба.
Муйтен-бий жил во времена начала нашествий монголов. В легенде «Усергены» (баш. «Үҫәргәндәр») рассказывается о многолетней борьбе башкир с монголами. Однако в 1236 году начался Великий западный поход монголов, конфедерация башкирских племён уже не могла противостоять объединенным силам всей Монгольской империи и была вынуждена пойти на соглашение с завоевателями. Зная о стойкости башкир, монголы были готовы пойти с ними на компромисс.
Согласно «Шежере племени усерган» (баш. «Үҫәргән ырыуы шәжәрәһе»), Муйтен-бий как представитель башкир вместе со своим сыном Усерганом был принят Чингисханом. Муйтен бий получил ярлык на улусное владение землями в бассейне рек Белая (Агидель), Тобол, Ишим (до Иртыша), верховьях реки Яик (Урал) с притоками. Территория улусных земель Муйтен-бия полностью совпадала с территорией исторического Башкортостана IX — начала XIII веков.
По предположению И. В. Антонова, Муйтен-бий за ярлыком ездил к Бату-хану, ставка которого находилась у горы Ханкала (Абзелиловский район, Республика Башкортостан), и вместе со своим воинами мог сопровождать его в походе на Русь 1237—1238 годов.
Итогом заключения вассального договора Муйтен-бия с монголами стало вхождение территории Башкортостана в улус Джучи, а сам Муйтен-бий был назначен номинальным правителем над всеми землями башкир. В шежере племени Усерган писалось, что вернувшись Муйтен был бием в своей стране и этот титул должен был сохраняться у него до конца его жизни.
Муйтен-бий также упоминается в сочинении «Дафтар-и Чингиз-наме». В башкирском фольклоре существует песня о Муйтен-бие жанра харнау, в котором он воспевается как правитель крупного союза четырёх племён.